# Citizendium
Citizendium (citizen's compendium, «compendio de los ciudadanos») es un proyecto para crear una enciclopedia en línea, prevista como una «progresiva y gradual bifurcación (fork)» de la Wikipedia en inglés. El proyecto fue anunciado el 15 de septiembre de 2006 por Larry Sanger, cofundador de Wikipedia, en la Conferencia Wizards of OS 4 en Berlín. En su presentación ante los medios de comunicación, el 17 de octubre de 2006, Sanger afirmó que Citizendium «intentaría desbancar pronto a Wikipedia como destino común de las búsquedas de información en línea». El proyecto es auspiciado por la Fundación Citizendium.

## Historia

### Proyecto piloto y crecimiento inicial
El 2 de octubre de 2007, Sanger anunció un proyecto piloto que permitiría una wiki en pleno funcionamiento dentro de uno o dos meses. Citizendium propone un sistema mucho más estricto en la edición de artículos, no permitiendo la edición anónima e imponiendo un orden jerárquico entre sus usuarios basado en los méritos intelectuales que les sean reconocidos. El objetivo final intenta superar los puntos débiles de la Wikipedia actual relacionados con la falta de confianza en la calidad de sus contenidos.
El 16 de febrero de 2007, en respuesta al aumento del vandalismo en sitios, se suspendió la creación automática de cuentas, mientras se establecían mayores protecciones para contrarrestar el vandalismo. Al día siguiente, los cambios de página se limitaron a los agentes como medida adicional contra el vandalismo. Además, Sanger continuó el proceso de desligar Citizendium de Wikipedia, invitando a los colaboradores a eliminar cualquier contenido de Wikipedia que hubiera cambiado solo superficialmente desde que fue importado.[cita requerida]

### Inauguración

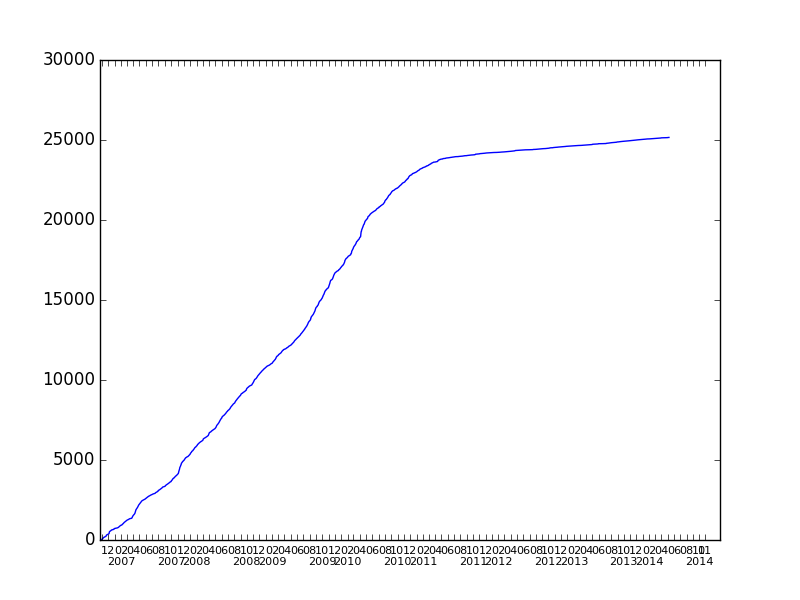
Número de artículos publicados en Citizendium desde su lanzamiento

El 25 de marzo de 2007, Citizendium finalizó su fase piloto y entró en funcionamiento, en su fase beta, y el sitio pasó a ser de lectura pública.
El 29 de junio de 2007, Sanger anunció una iniciativa a través de la lista de correo de todo el proyecto que denominó "Citizendium 2.0". Sanger detalló una serie de iniciativas diseñadas para lanzar Citizendium a su siguiente fase de desarrollo. El documento describía los planes para una junta judicial, una junta asesora, un gerente de personal, un nuevo presidente del consejo editorial, una participación más amplia en el proyecto por parte de los voluntarios, un sistema de subpáginas para los artículos y una lista de verificación de artículos expandida.

### Crecimiento posterior
Para el primer aniversario del proyecto en septiembre de 2007, Citizendium contaba con 3.000 artículos escritos y revisados por 2.000 personas. Un artículo de Financial Times citó a Larry Sanger prediciendo un fuerte crecimiento para el proyecto: el aumento del número de artículos y contribuyentes activos,  en el transcurso de uno o dos meses, y su crecimiento continuaría acelerándose.

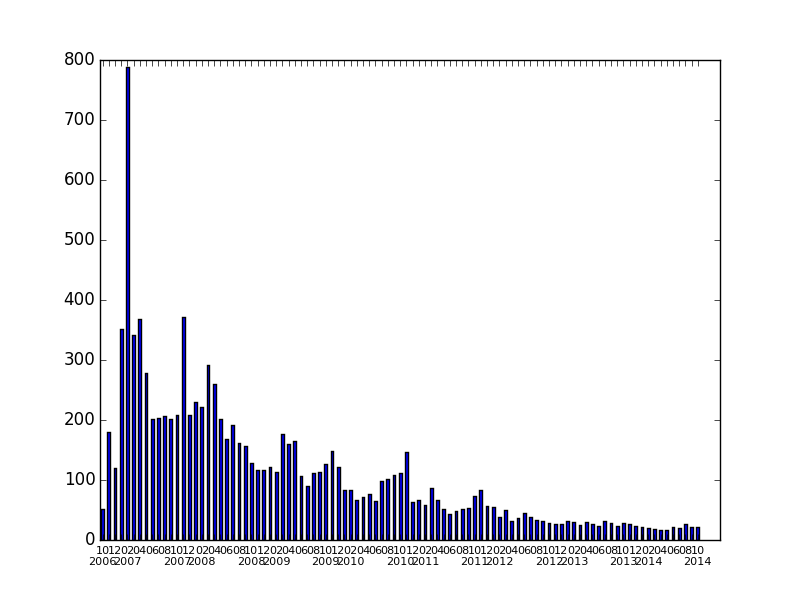
Número de usuarios que realizan al menos una edición en un mes, hasta finales de 2014

### Declive
En abril de 2009 Citizendium mantenía una tasa constante de creación de nuevos artículos de alrededor de 13-14 por día y una disminución en el número de autores activos. Citizendium, lanzado en marzo de 2007, en agosto de 2009 tenía 11.810 artículos, 2.999.674 menos que la versión en inglés de Wikipedia . En marzo de 2010, el proyecto tenía 90 colaboradores que habían realizado al menos una edición, con un núcleo de 25 colaboradores que habían realizado más de 100 ediciones. La media del recuento de palabras se redujo de 468 palabras por artículo en octubre de 2007 a 151 en mayo de 2010. En junio de 2010, el número de usuarios que realizaban 1, 20 o 100 ediciones por mes estaba en su punto más bajo desde que el proyecto se hizo público en marzo de 2007. 
En enero de 2011 Citizendium tenía 15 475 artículos, publicados bajo una licencia Creative Commons del tipo cc-by-sa 3.0. De ellos, 156 han alcanzado el estado de «aprobados por expertos», que según Citizendium, han sido formalmente juzgados como de alta calidad por editores expertos y protegidos en la versión aprobada.
En octubre de 2011, solo una docena de miembros hacían ediciones en un día típico, y un titular de Ars Technica: llamó el proyecto Citizendium "muerto en el agua". En septiembre de 2015, apenas siete editores habían estado activos en los últimos 30 días, llegando a apenas 5 ediciones diarias en 2017.[cita requerida]
El 2 de enero de 2020, comenzó una discusión en Citizendium para determinar si el sitio tendría que ser cerrado. El 2 de julio de 2020, Larry Sanger anunció la transferencia de la propiedad legal del sitio a Pat Palmer.